# Reggiolo
Reggiolo es un municipio italiano de la provincia de Reggio Emilia, de Reggio Emilia

## Demografía
| Gráfica de evolución demográfica de Reggiolo entre 1861 y 2001 |
|                                                                |
| Fuente ISTAT - elaboración gráfica de Wikipedia                |

## Personas notables
Carlo Ancelotti,  actual entrenador del Real Madrid club de fútbol. 